# Nikolai Georgijewitsch Osolin
Nikolai Georgijewitsch Osolin (russisch Николай Георгиевич Озолин, engl. Transkription Nikolay Ozolin; * 2. November 1906; † 25. Juni 2000) war ein sowjetischer Stabhochspringer.
Bei den Leichtathletik-Europameisterschaften 1946 in Oslo gewann er Silber mit 4,10 m. Seine persönliche Bestleistung von 4,30 m stellte er am 31. Juli 1939 in Moskau auf.